# Mainframe (cómic)
Mainframe  es el nombre de tres personajes de ficción que aparecen en los cómics estadounidenses publicados por Marvel Comics.
Miley Cyrus interpreta la voz de este personaje en la película de Universo cinematográfico de Marvel, Guardianes de la Galaxia vol. 2 (2017) y Tara Strong es la voz del personaje en Guardianes de la Galaxia vol. 3 (2023).

## Historia de la publicación
La versión Tierra-691 de Mainframe aparece por primera vez en Amazing Adventures Vol. 2 # 38 (septiembre de 1976) y fue creada por Jim Valentino.
La versión Tierra-982 de Mainframe aparece por primera vez en A-Next # 1 y fue creada por Tom DeFalco y Ron Frenz.
La versión Tierra-616 de Mainframe aparece por primera vez en Marvel Zombies # 1 (mayo de 2011), y fue creada por Frank Marrffino y Fernando Blanco.

## Biografía ficticia

### Tierra-691
La versión Tierra-691 de Mainframe es una futura contraparte de Vision que aparece en el título Guardians of the Galaxy. Mainframe es el principal sistema operativo de todo un planeta, y el guardián del escudo del héroe Capitán América. Pronto se une al grupo de los Guardianes de la Galaxia, los Guardianes Galácticos.

### Tierra-982
Cuando Iron Man decidió retirarse del negocio de héroe, no quería dejar que su legado terminará con él, así que diseñó un androide modelado después de su armadura de Iron Man. Llamó a su robótico guerrero Mainframe, que fue traído en línea cuando los trolls atacaron a un joven llamado Kevin Masterson. Mainframe ensambla todas las reservas de los Vengadores y luchó para salvarlo. Cuando la pelea terminó, Mainframe, Stinger, J2, y Kevin (quien se había convertido en el nuevo Thunderstrike) formaron A-Next, un nuevo equipo de Vengadores.
De inmediato, Mainframe intentó establecerse como líder del equipo. Con frecuencia se encontró con la resistencia de Stinger (que no sabía que era una forma de vida Mainframe robótica). Pero cuando Mainframe fue dañado terminal, dejando al descubierto su secreto, Stinger fue uno de los primeros en voluntario para reducir el tamaño en su interior (con la ayuda de su padre Ant-Man) para reparar. Más tarde se enteraron de que cada vez que la unidad central resultó gravemente herido, habría subido su personalidad y los recuerdos en un cuerpo de reemplazo montado en una órbita alrededor de satélites.
Mainframe pronto se convirtió en algo más que un héroe de alta tecnología para sus compañeros de equipo, se convirtió en un amigo. Incluso aprendió a compartir sus deberes como líder con su compañero de equipo del Sueño Americano.

### Tierra-616
El personaje de Tierra-616 conocido como Mainframe es un androide que es miembro del Guardsman Alpha Squad. Él es destruido en batalla contra el Zombi Escuadrón Supremo del universo de Marvel Zombies.

## Poderes y habilidades

### Tierra-982
El cuerpo robótico de Mainframe es una fuerza sobrehumana, y tiene refuerzos de chorro que le permiten volar. Está equipado con una alta tecnología de matriz de sensores, así como diversas armas de energía (láser, vigas magnéticas, explosiones eléctricas, etc.). Él también tiene armas de proyectiles, tales como granadas y misiles.
El elemento más valioso de Mainframe es un pequeño faro que, cuando está dañado sin posibilidad de reparación o destruido, envía una señal a un satélite de Empresas Stark y carga su conciencia en uno de los cuerpos de reemplazo almacenados allí. Con la reciente destrucción de ese satélite, queda por ver qué va a hacer Mainframe.

## En otros medios

### Televisión
- Mainframe aparece en la segunda temporada de Hulk and the Agents of S.M.A.S.H. episodio 18, "Ruedas de Furia", expresado por Jeffrey Combs.[8] Esta versión es un juego de inteligencia artificial creado por Iron Man que ganó su propia personalidad. En el episodio "Ruedas de Furia", amenazó con destruir la ciudad si Iron Man perdía su juego de la vida real, que Mainframe simplemente consideraba que continuaba con el desafío de Iron Man según lo ordenado. Los Agentes de S.M.A.S.H. dirigidos principalmente por She-Hulk tuvieron que enfrentarse a los robots de Mainframe en un Roller derby. Después de que los Agentes de S.M.A.S.H. y Iron Man derrotan a los robots de Mainframe, Mainframe es persuadido de no atacar la ciudad. Deseando aprender más sobre el mundo real, Mainframe crea un nuevo cuerpo (que ganó una apariencia de unidad central se asemeja a la apariencia de A-Next) y se va a ver el mundo. En el episodio 26, " Planeta Monstruo " Pt. 2, Mainframe es entre aquellos que ayuda a los Agentes de S.M.A.S.H., los Vengadores y otros héroes a luchar contra las fuerzas de la Inteligencia Suprema.
- La iteración de la Tierra-982 del Arsenal se alude en la serie animada Avengers Assemble como la forma modificada del Arsenal. En el episodio "Thanos Victorioso", la forma reconstruida del Arsenal (que se asemeja a Mainframe) se usa contra Thanos equipado con todas las Gemas del Infinito.

### Cine
- El personaje aparece en el Universo cinematográfico de Marvel, en la película Guardianes de la Galaxia vol. 2 (2017), con la voz de la actriz y cantante Miley Cyrus.[9][10] En esta versión, ella aparece como un miembro del equipo original de Yondu. Mainframe aparece en una de las escenas poscréditos donde habla a través de una cabeza robótica desencarnada al reunirse con Stakar Ogord, Martinex, Charlie 27, Aleta Ogord y Krugarr.
- La iteración Tierra-691 de Mainframe regresa en Guardianes de la Galaxia vol. 3 (2023), con la voz de Tara Strong.[11]